# Zeuxine wenzelii
Zeuxine wenzelii är en orkidéart som först beskrevs av Oakes Ames, och fick sitt nu gällande namn av Paul Ormerod. Zeuxine wenzelii ingår i släktet Zeuxine och familjen orkidéer. Inga underarter finns listade i Catalogue of Life.